# سیستم اروپایی تامین سوخت رسانی، زیرساخت و مخابرات
سیستم اروپایی تأمین سوخت‌گیری، زیرساخت و مخابرات (ESPRIT) یک واحد برنامه‌ریزی‌شده از دروازه قمری است. سوخت‌گیری را از طریق ظرفیت اضافی زنون و هیدرازین برای استفاده در موتورهای یونی عنصر نیرو و نیروی محرکه فراهم می‌کند. همچنین تجهیزات ارتباطی اضافی، یک منطقه مسکونی و یک قفل هوایی برای بسته‌های علمی به دروازه قمری ارائه می‌کند. جرم آن تقریباً ۴٬۰۰۰ کیلوگرم (۸٬۸۰۰ پوند) و طول ۳٫۹۱ متر (۱۲٫۸ فوت) خواهد بود. ESA دو مطالعه طراحی موازی را اعطا کرده‌است که یکی از آنها عمدتاً توسط ایرباس با مشارکت Comex و OHB و دیگری توسط Thales Alenia Space هدایت می‌شود. ساخت این واحد در نوامبر ۲۰۱۹ تصویب شد. در ۱۴ اکتبر ۲۰۲۰، فضای تالس آلنیا اعلام کرد که توسط ESA برای ساخت ماژول اسپریت انتخاب شده‌است.